# КК СС Феличе Скандоне
КК СС Феличе Скандоне (итал. S.S. Felice Scandone) је италијански кошаркашки клуб из Авелина. Познатији је под називом КК Авелино, а из спонзорских разлога тренутно пун назив клуба гласи Сидигас Авелино (Sidigas Avellino). У сезони 2018/19. такмичи се у Серији А Италије и у ФИБА Лиги шампиона.

## Историја
Клуб је основан 1948 . године и део је Спортског друштва Феличе Скандоне (итал. Società Sportiva Felice Scandone). У највишем рангу италијанске кошарке такмичи се од 2000. године, а највећи успех било је треће место освојено у сезони 2007/08. Једини трофеј за сада је освојио у Купу Италије и то 2008. године.
Био је учесник Евролиге у сезони 2008/09, али је такмичење окончао већ у првој фази са скором 3-7. У сезони 2017/18. стигао је до финала ФИБА Купа Европе.

## Успеси

### Национални
- Куп Италије:
  - Победник (1) : 2008.
  - Финалиста (1) : 2016.

- Суперкуп Италије:
  - Финалиста (2) : 2008, 2016.

### Међународни
- ФИБА Куп Европе:
  - Финалиста (1) : 2018.

## Учинак у претходним сезонама
| Сез.     | Првенство Италије | Куп Италије  | Европско такмичење                 | Европско такмичење |
| -------- | ----------------- | ------------ | ---------------------------------- | ------------------ |
| 2007/08. | Полуфинале ПО     | Победник     | —                                  |                    |
| 2008/09. | 11. место         | Четвртфинале | Евролига — Топ 24                  |                    |
| 2009/10. | 9. место          | Полуфинале   | —                                  |                    |
| 2010/11. | Четвртфинале ПО   | Полуфинале   | —                                  |                    |
| 2011/12. | 9. место          | Четвртфинале | —                                  |                    |
| 2012/13. | 10. место         | —            | —                                  |                    |
| 2013/14. | 12. место         | —            | —                                  |                    |
| 2014/15. | 13. место         | Четвртфинале | —                                  |                    |
| 2015/16. | Полуфинале ПО     | Финалиста    | —                                  |                    |
| 2016/17. | Полуфинале ПО     | Четвртфинале | ФИБА Лига шампиона — Осмина финала |                    |
| 2017/18. | Четвртфинале ПО   | Четвртфинале | ФИБА Лига шампиона — Групна фаза   |                    |
| 2017/18. | Четвртфинале ПО   | Четвртфинале | ФИБА Куп Европе — Финалиста        |                    |
| 2018/19. | Четвртфинале ПО   | Четвртфинале | ФИБА Лига шампиона — Групна фаза   |                    |

## Познатији играчи
- Ченк Акјол
- Јанис Блумс
- Иван Бува
- Тодор Гечевски
- Никола Драговић
- Рамел Кари
- Аријан Комазец
- Јака Лакович
- Демаркус Нелсон
- Девин Смит
- Омар Томас